# Верханово
Верха́ново — деревня в Конаковском районе Тверской области. Входит в состав Дмитровогорского сельского поселения.

## География
Находится в юго-восточной части Тверской области на расстоянии приблизительно 6 км на восток по прямой от районного центра города Конаково.

## История
Известна с 1628 года как пустошь. В 1859 году здесь (деревня Корчевского уезда Тверской губернии) был учтен 51 двор.

## Население
Численность населения: 336 человек (1859 год), 79 (русские 90 %) в 2002 году, 67 в 2010.